# Trojerhof

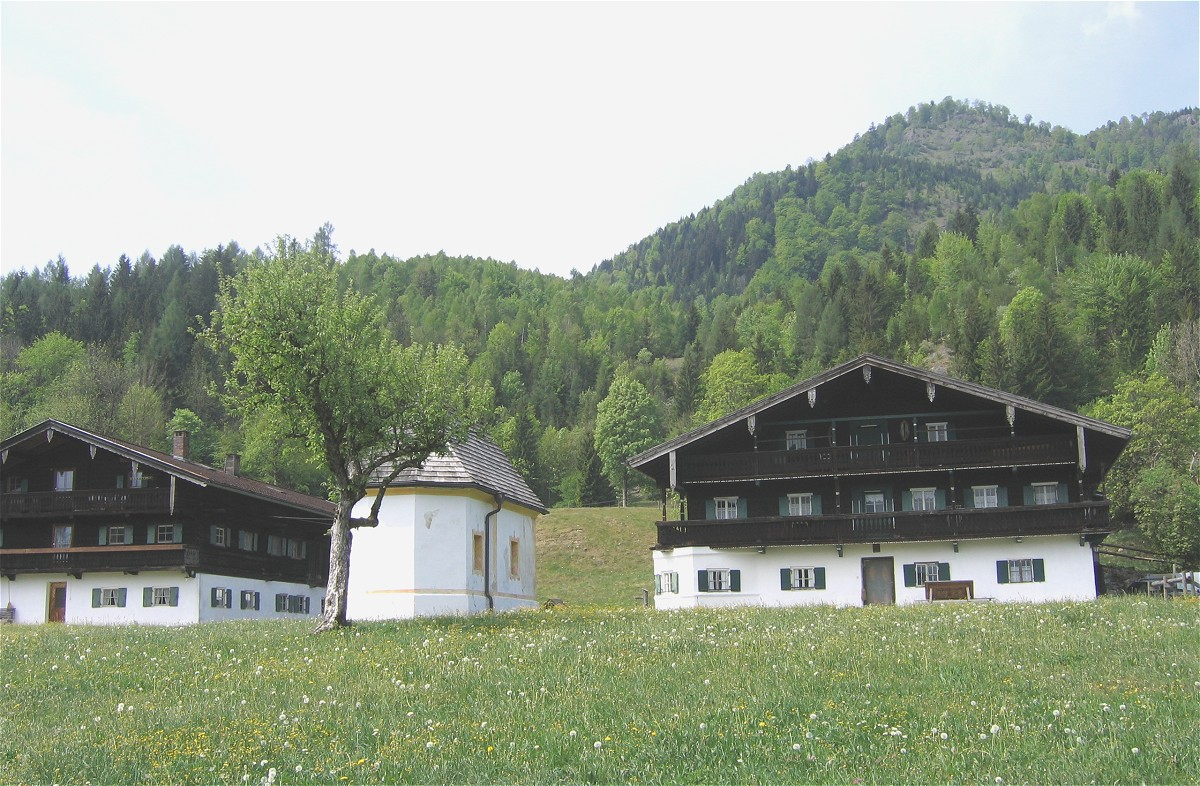
Trojerhof mit Kapelle, Kiefersfelden

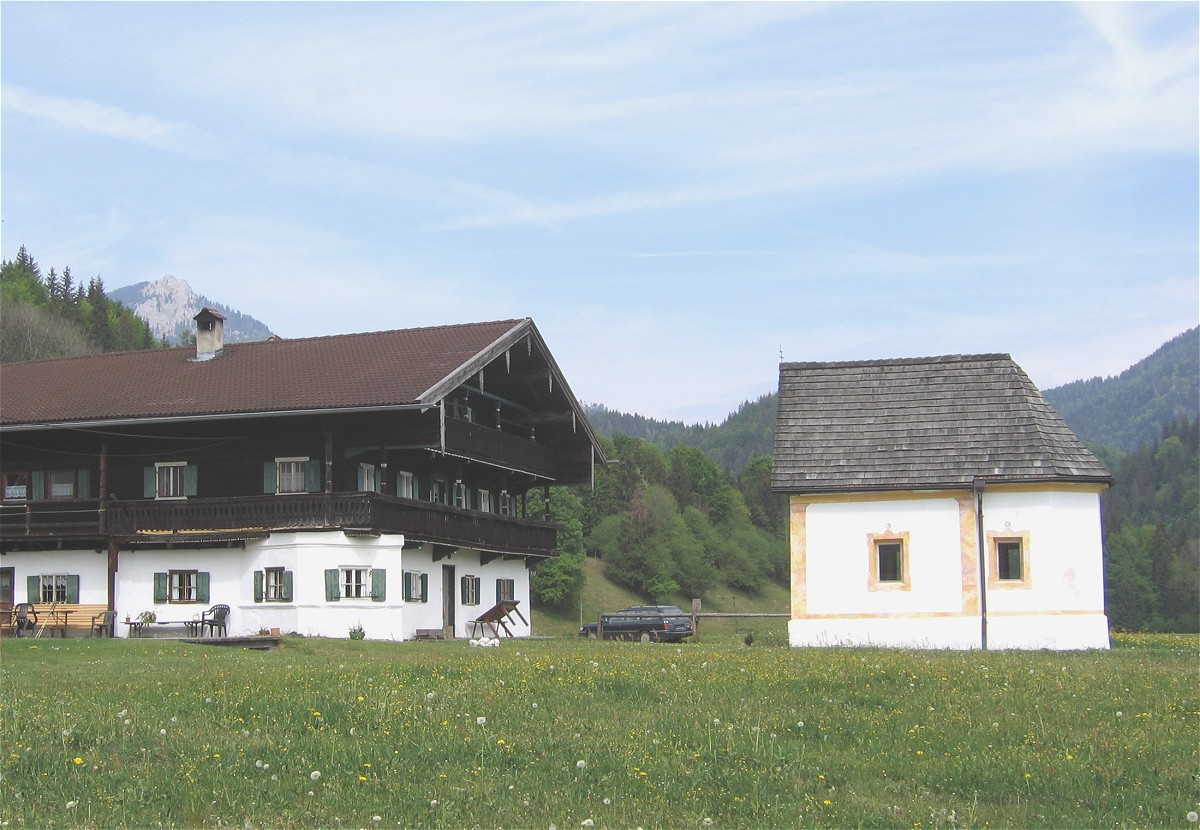
Trojerhof, im Hintergrund der Brünnstein

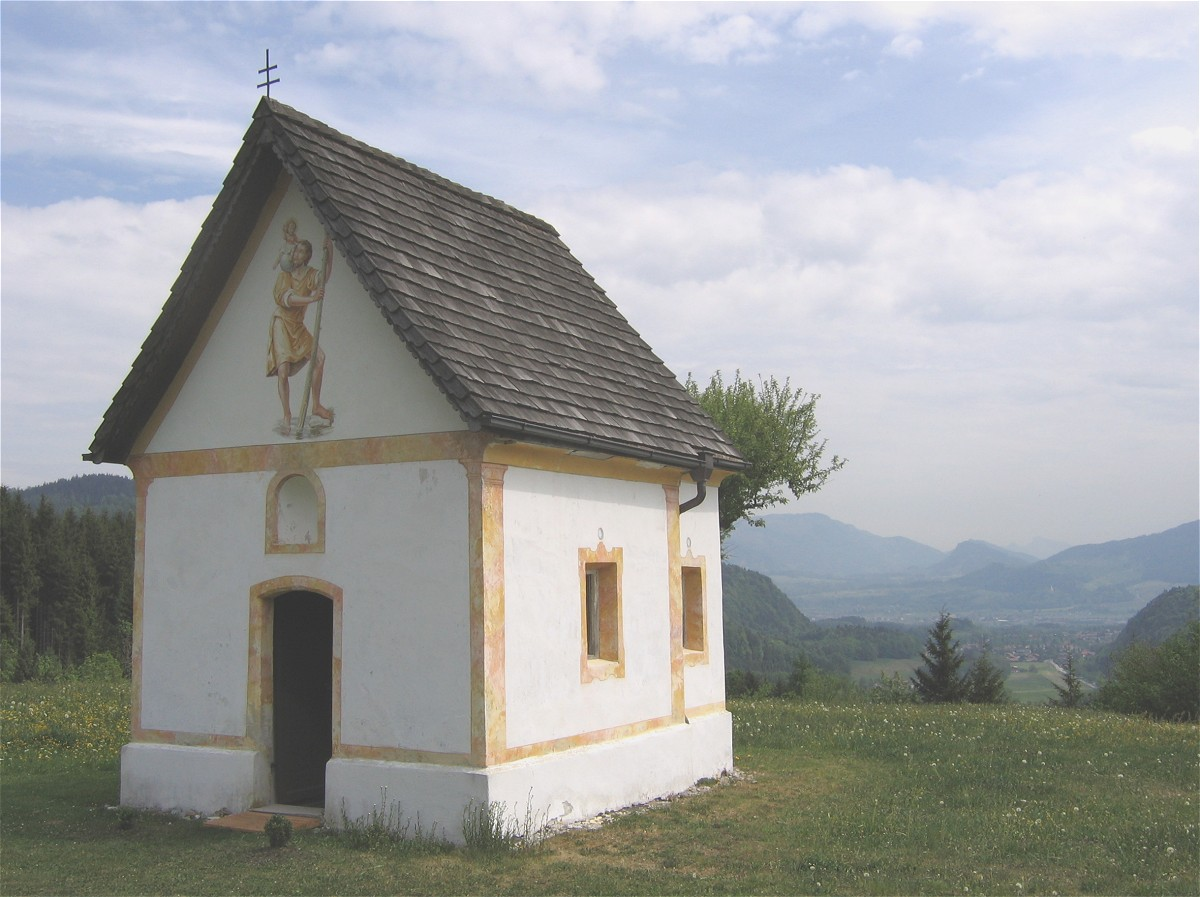
Kapelle beim Trojerhof, Kiefersfelden

Der Trojerhof (auch Troyer) ist eines der ältesten Bergbauerngehöfte Bayerns. Er bildet den Gemeindeteil Troyer der Gemeinde Kiefersfelden, westlich des Ortes Kiefersfelden oberhalb des Kieferbachs unmittelbar an der Grenze zwischen Deutschland und Österreich gelegen. Gegründet wurde der Trojerhof ca. 500 v. Chr. Die Gebäude mit Hofkapelle aus dem 17. Jahrhundert sind original erhalten.

## Fresken in der Kapelle

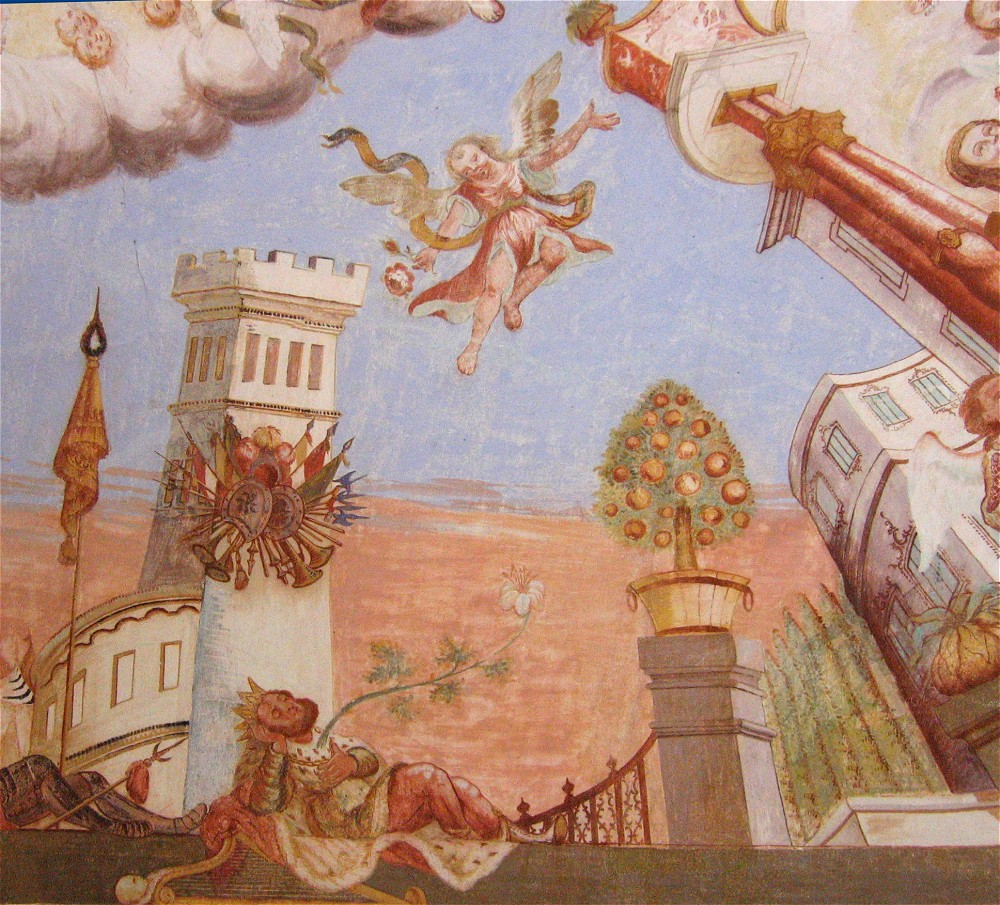
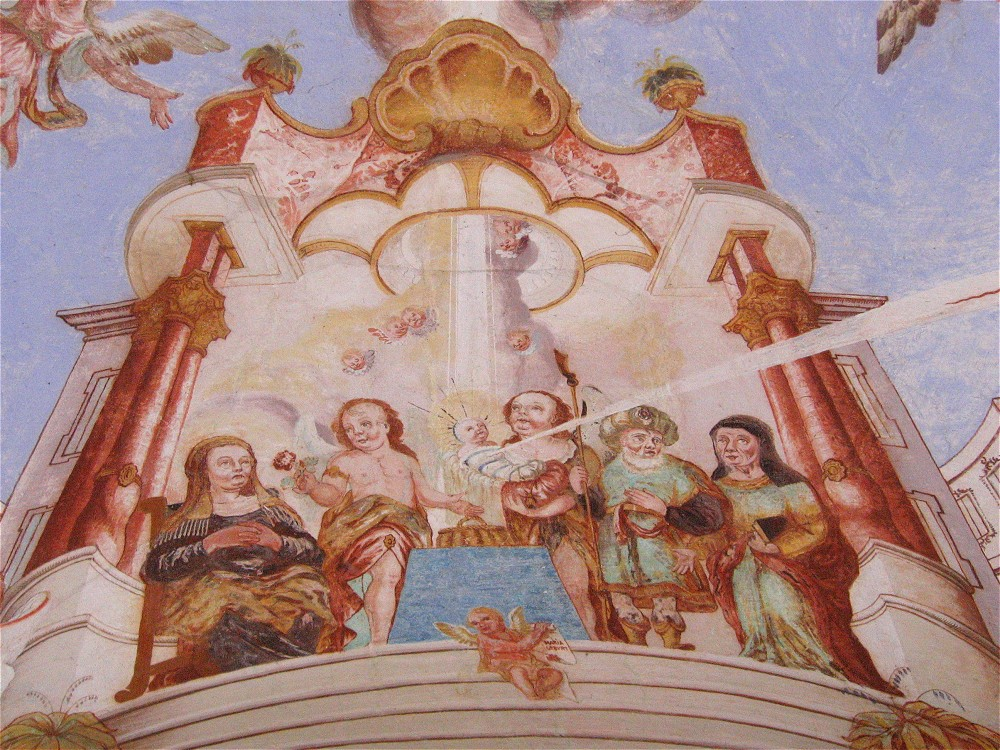
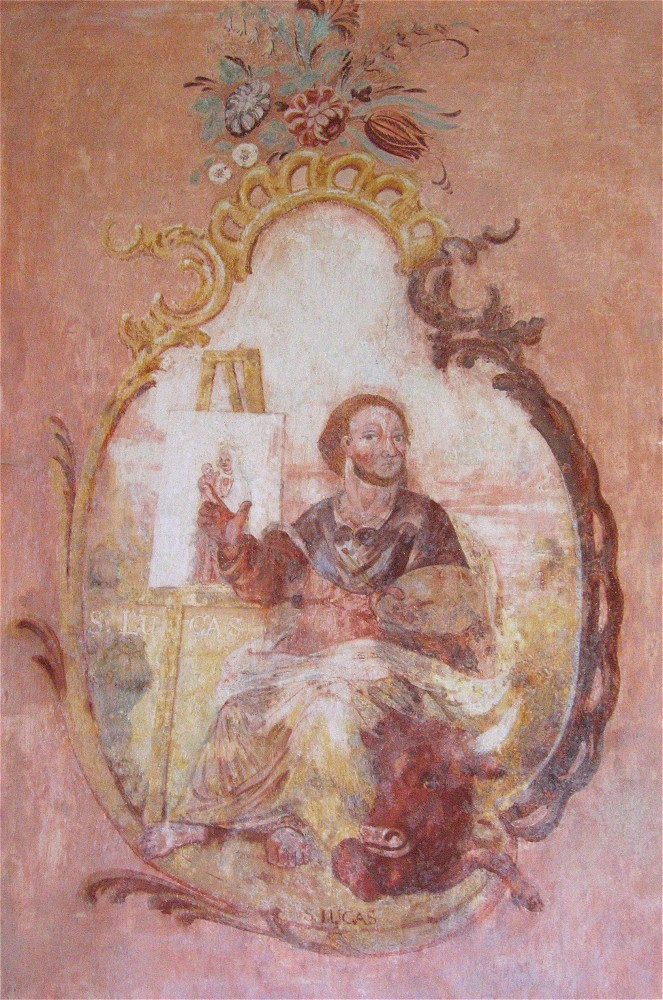
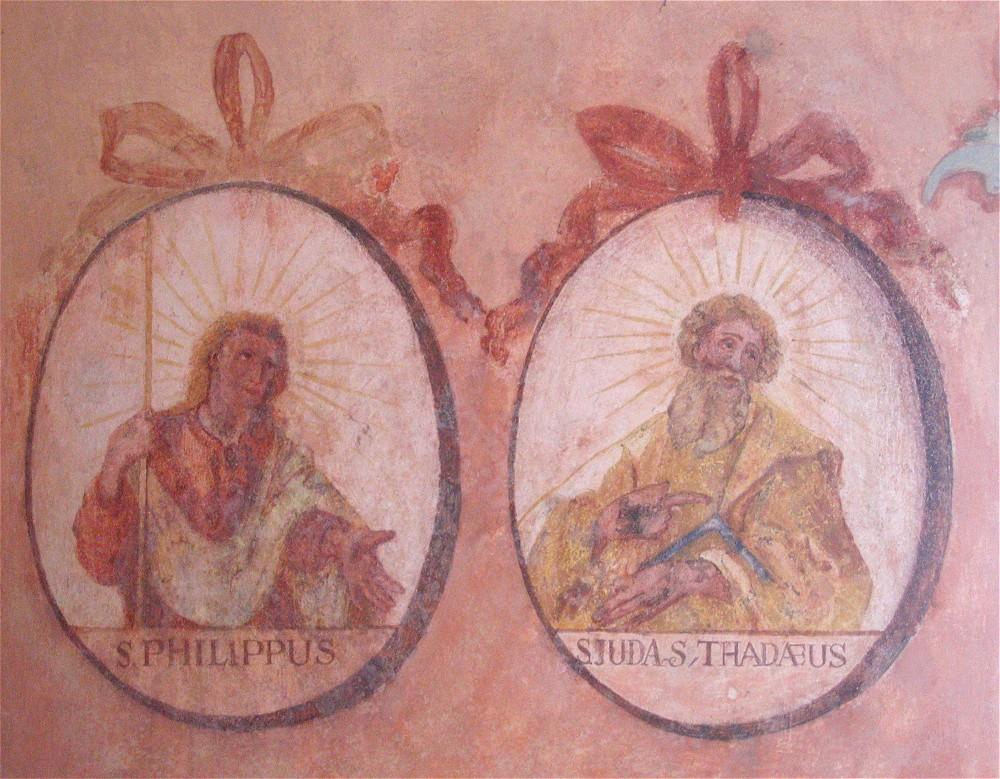

## Geschichte
Der Flurname „Troi“ ist keltischen Ursprungs, bedeutet „Viehsteig“ und reicht bis ins 5. vorchristliche Jahrhundert zurück. Bereits in einem herzoglichen Giltverzeichnis aus dem Jahr 1140 wird das Gut „ab dem Trayen“ erwähnt, das u. a. einen Metzen als Haferabgabe zu leisten hatte. Auch im Salbuch der Falkensteiner, dem sog. „Codex Falkensteinensis“ (zwischen 1133 u. 1193 aufgezeichnet), taucht die Schwaige „Trajen“ (Trojer) auf, im Zusammenhang mit Käselieferungen an den Grafen sowie dem Aurburgischen Amtmann. Im 1240 entstandenen Salbuch des Herzogs Ludwig I. ist beim „Traien“ bereits von „zwa swaigen“ die Rede. Die Schwaige bestand somit aus zwei Gütern, von denen das eine im Gericht Aurburg lag (im Gemeindegebiet von Kiefersfelden), das andere durch das Traínsjoch getrennt im Thierseer Gebiet. In einer Zusammenstellung der Almzinse im „Aurburger Salbuch“ von 1478 wird u. a. die Unterberg-Alm aufgeführt, auf die auch der Trojerbauer auftrieb. 1618 wird ein „Mihlschlagl auf dem Giessenpach“ hinter dem „Gfahl“ (Wasserfall) genannt, das dem damaligen Trojerbauern, Christoph Trainer, gehörte. Beim Einfall österreichischer Truppen in das Gebiet des heutigen Kiefersfelden am 7. Dezember 1705, infolge des Spanischen Erbfolgekrieges, wurde das Trojer-Gut ausgeraubt und erlitt einen Schaden von 450 Gulden. 1738 bat der Trojerbauer Sebastian Krapf um obrigkeitliche Genehmigung zum Neubau eines Hofes auf seinem Grund. Die Grundherrschaft (Kloster Frauenchiemsee) war einverstanden, aber die Hofkammer in München lehnte das Ansuchen zunächst ab, ehe es schließlich 1740 doch genehmigt wurde. So entstanden zwei Häuser, bewohnt wurde jedoch nur eines. Sebastian Krapf starb 1743. Welches der beiden Häuser das ältere ist, darüber gehen die Meinungen der Fachleute auseinander. 1810 erlosch auch für das Trojer-Gut die alte Grundherrschaft zum Kloster Frauenchiemsee und im Steuerkataster von 1815 wird das Anwesen mit einem Wert von 1010 Gulden aufgeführt.